# Carl Hugo Rothelius
Carl Hugo Rothelius, född 6 december 1914 i Stockholm, död 18 september 1993 i Ljusne, var en svensk industriman. Han var son till Carl Gustaf Rothelius.
Efter studentexamen 1934 och Schartaus handelsinstitut 1937 avlade Rothelius reservofficersexamen 1940. Han var tjänsteman vid Thulebolagen 1937–41 och samhällschef vid Ström-Ljusne AB från 1942. Han var ordförande i styrelsen för Svenska handelsbankens kontor i Ljusne från 1966, styrelseledamot i Ljusne Bostads AB från 1963 och ledamot i Söderala landskommuns brandstyrelse från 1947. Han var ordförande för Hälsinglands simförbund från 1960 och styrelseledamot i Hälsinglands ishockeyförbund från 1947.